# Markos Vafiadis

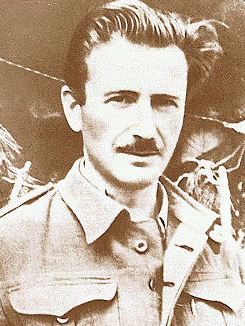
Markos Vafiadis in 1931

Markos Vafiadis (Grieks: Μάρκος Βαφιάδης), kortweg Generaal Markos, (Theodosioupolis, 28 januari 1906 - Athene, 23 februari 1992) was een kolonel in het reguliere Griekse Leger. In 1938 sloot hij zich aan bij de KKE (Kommounistikon Komma Ellados, d.i. Communistische Partij van Griekenland). Na de Griekse capitulatie in april 1941 sloot hij zich aan bij het verzet. In september 1941 werd hij commandant van een EAM/ELAS-groep. De EAM, een communistisch gekleurde verzetsgroep, bestreed de Duitse bezetter gedurende de Tweede Wereldoorlog. Markos Vafiadis raakte al snel bekend onder de naam 'generaal Markos'. Op 30 oktober 1944 marcheerde de EAM/ELAS o.l.v. generaal Markos Thessaloniki binnen.
Na de Tweede Wereldoorlog raakte de EAM spoedig in onmin met de Griekse regering in Athene wat in 1946 leidde tot een burgeroorlog tussen het Griekse Leger en de EAM. De ELAS, de militaire tak van de EAM, werd omgedoopt tot het Democratisch Leger van Griekenland. In 1946 werd generaal Markos chef van operaties van het Democratisch Leger en tevens lid van het politbureau van de KKE (communistische partij). Op 24 december 1947 werd Markos premier van de Voorlopige Democratische Regering van Griekenland.
In februari 1949 werd hij vervangen door Nikolaos Zachariadis, de secretaris-generaal van de KKE, die op zijn beurt in april werd vervangen door Dimitrios Partsalidis.
Markos Vafiadis overleed in 1992 te Athene.